# 콜로체프섬

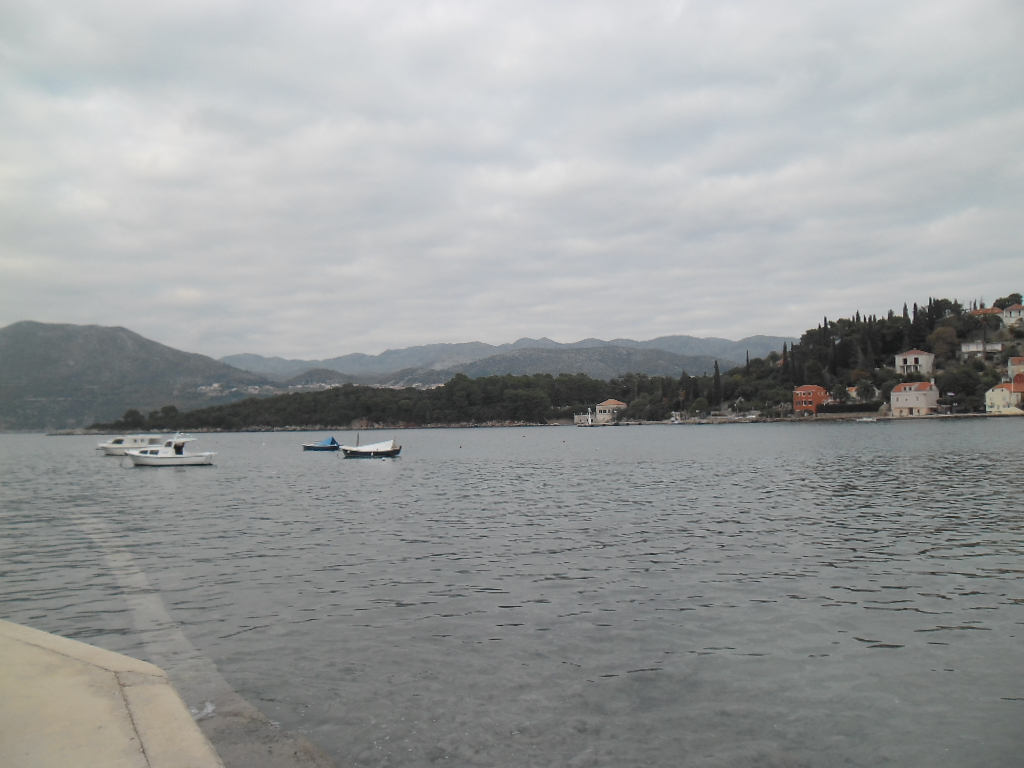
콜로체프섬

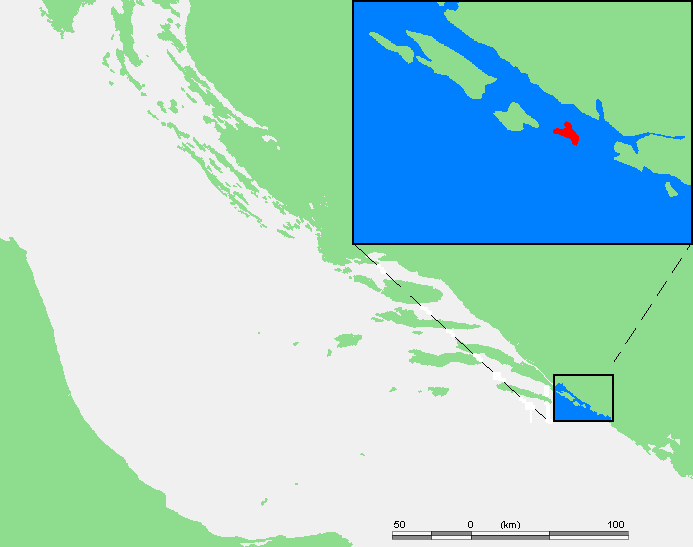
콜로체프섬의 위치

콜로체프섬(크로아티아어: Koločep, 이탈리아어: Calamotta)은 아드리아해에 위치한 크로아티아의 섬으로 면적은 2.44km2, 인구는 163명(2011년 기준), 높이는 125m, 해안선의 길이는 12.9km이다.
행정 구역상으로는 두브로브니크네레트바주에 속하며 두브로브니크와 가까운 지점에 위치한다. 크로아티아의 유인도 중에서 최남단에 위치한 섬이다.